# Карафа делла Спина ди Траэтто, Франческо
Франческо Карафа делла Спина ди Траэтто (итал. Francesco Carafa della Spina di Traetto; 29 апреля 1722, Неаполь, Неаполитанское королевство — 20 сентября 1818, Рим, Папская область) — итальянский куриальный кардинал и папский дипломат, доктор обоих прав. Титулярный архиепископ Патры с 28 января 1760 по 26 апреля 1773. Апостольский нунций в Венецианской Республике с 29 января 1760 по декабрь 1766. Секретарь Священной Конгрегации по делам епископов и монашествующих с декабря 1760 по 19 апреля 1773. Префект Священной Конгрегации по делам епископов и монашествующих с 29 марта 1775 по 20 сентября 1818. Вице-канцлер Святой Римской Церкви с 3 августа 1807 по 20 сентября 1818. Кардинал-священник с 19 апреля 1773, с титулом церкви Сан-Клементе с 26 апреля 1773 по 15 сентября 1788. Кардинал-священник с титулом церкви Сан-Лоренцо-ин-Лучина с 15 сентября 1788, in commendam с 3 августа 1807 по 20 сентября 1818. Кардинал-священник с титулом церкви Сан-Лоренцо-ин-Дамазо с 3 августа 1807 по 20 сентября 1818. Кардинал-протопресвитер с 14 апреля 1803 по 20 сентября 1818.